# Mangola irroratum
Mangola irroratum är en insektsart som först beskrevs av Walker 1851.  Mangola irroratum ingår i släktet Mangola och familjen sköldstritar. Inga underarter finns listade i Catalogue of Life.